# Андаусызов, Бек Олегович
Андаусызов Бек Олегович (каз. Андаусызов Бек Олегұлы, род. 11 мая 2001, город Усть-Каменогорск, Казахстан) — казахстанский боец кулачных лиг, представитель наилегчайшей и лёгкой весовой категории. По национальности — казах. Чемпион и призёр мировых первенств. Имеет спортивное звания: МС по кикбоксингу.
Прозвище: «Олегович»
Рост: 170 см
Весовая категория: Наилегчайшяя
Стиль: Инфайтер
Боев: 6
Побед: 4
Нокаутом: 1
Решением: 3
Поражений: 2
Решением: 2
Карьеру бойца начал в 2021 году, где в первом бою победил соперника королевским нокаутом, ярко заявив о себе стране.
Профессиональные бои проводил в таких организациях как Nomad FC.
Является 1-м номером рейтинга лиги Nomad Fighting Championship и обязательным претендентом на пояс чемпиона.
В 2023 году на Чемпионате Кубка Мира по кикбоксингу в Ташкенте завоевал серебряную медаль (до 57 кг).
В 2023 году выиграл золотую медаль на международном турнире по кикбоксингу, который проходил в Нью-Дели (Индия).
1. Статистика боев https://bet24.kz/popmma/fighter/bek-olegovich-andaussyzov/